# Євгеній Уханов
Євгеній Уханов (народився в 1982 р. в Горлівці, Донецька область) —  україно-австралійський піаніст.
Він почав вчитися на фортепіано у віці семи років в Україні і дав свій перший концерт у Росії у віці дев'яти років. Він отримав головний приз переможця Міжнародного конкурсу юних піаністів в Сенігаллії, Італія в 1997 році. У 1998 році він переїхав до Австралії і навчався в австралійському Інституті музики. він виграв 3-й приз на Міжнародному конкурсі піаністів у Сіднеї в 2000 році. Отримав Австралійське громадянство в 2004 році.
Євгеній записав сольну і камерну музику для радіо і телебачення (АВС і SBS), а також був показаним в серіалі «Prodigy» («Вундеркінд»).